# Корольков, Николай Павлович
Николай Павлович Корольков (28 октября 1946, Ростов-на-Дону — 5 июля 2024) — советский спортсмен-конник, заслуженный мастер спорта СССР (1980), чемпион XXII Олимпийских игр в командном зачёте и серебряный призёр в личном зачёте (1980), неоднократный призёр международных соревнований, чемпион СССР (1980 и 1981), неоднократный призёр всесоюзных соревнований по конкуру.
Конным спортом начал заниматься в 1956 году в конноспортивной школе при ростовском ипподроме. Выступал за ДСО «Урожай».
В 1980 году на олимпиаде в Москве завоевал серебряную медаль в личном зачёте и золотую — в командном. Награждён орденом «Знак Почёта» (1980).
Умер 5 июля 2024 года в возрасте 77 лет.